# Universidad Iberoamericana del Ecuador
Die Universidad Iberoamericana del Ecuador (spanisch für „Iberoamerikanische Universität von Ecuador“), kurz UNIB.E, ist eine Privatuniversität in Quito in Ecuador.
Die Hochschule wurde 1994 mit Hilfe der gemeinnützigen Stiftung „Fundación Castro“ gegründet; Zwischenschritt war die Gründung dea „Instituto Superior Benvenuto Cellini“. Sie bietet seinen Studierenden sieben Hochschulabschlüsse und sieben Zertifikatsstudienprogramme an.

## Fakultäten
- Hotellerie, Gastronomie und Tourismusmanagement
- Rechnungswesen und Wirtschaftsprüfung
- Recht
- Wirtschaft/ Business Administration
- Informatik und Softwareentwicklung
- Pflege
- Ernährung und Diätetik
- Medien